# أم المرة
أم المرة قرية سوريّة تتبع إداريّاً لمحافظة حلب منطقة دير حافر ناحية مركز دير حافر، بلغ تعداد سكانها 1,878 نسمة حسب التعداد السكاني لعام 2004.